# Holomycota
Holomycota là một nhánh đơn ngành gồm nucleariidae và fungi, mối quan hệ này được xác lập dựa trên phân tích DNA ti thể và hạt nhân.
Nhóm này còn có tên gọi khác là "Nucletmycea".